# Base navale de Watson
La base navale de Watson (en anglais : HMAS Watson) est une base navale de la Marine royale australienne (RAN) située à l'entrée sud du port de Sydney, en Nouvelle-Galles du Sud.

Watson a été inaugurée le 14 mars 1945, comme École de  formation de la navigation aérienne de la RAN. Aujourd'hui, Watson est le centre de formation élémentaire de la RAN. La devise de la base est We Find We Fix.

## Histoire
Son nom vient de son emplacement à Watsons Bay, New South Wales (en). Le RAN y a d'abord installé une structure de formation au radar et a pris le nom de HMAS Radar de 1942 à 1945.

En 1956, la base de Watson est devenu le centre de formation de la guerre anti-sous-marine.